# Sergij Pelhan
Sergij Pelhan, slovenski sociolog in politik, * 13. oktober 1939, Idrija.
Med 25. januarjem 1993 in 31. januarjem 1996 je bil minister za kulturo Republike Slovenije.
Bil je tudi predsednik Slovenske izseljenske matice, direktor Slovenskega narodnega gledališča Nova Gorica, župan Mestne občine Nova Gorica, ...